# 图墨德达尔罕岱青
图墨德达尔罕岱青（16世纪—1591年），又作图迈达尔罕岱青，汉文史籍称土昧阿不害、土麦台吉，孛儿只斤氏。16世纪蒙古右翼鄂尔多斯部領主，衮必里克墨尔根之孙，阿穆尔达喇达尔罕长子（一说次子）。
土麦台吉驻牧于榆林、孤山边外，与明朝互市于榆林。明朝封他为指挥佥事。万历十四年（1586年），阿穆尔达喇达尔罕在榆林北十里的红山市互市时，得天花而死，明廷准他袭父职，为指挥同知，其子本拜台吉担任指挥佥事。一些领主怀疑其父被明将毒死，他表示反对，不参与反明活动，坚持与明朝通贡互市。万历十九年（1591年），与明朝互市结束后，他到边塞索要赏赐，被延绥总兵杜桐袭击，四百七十余人被明军斩杀。